# زياد المعيوف
زياد المعيوف (بالإنجليزية:Ziyad Almaayouf) (2000) ملاكم سعودي ويعتبر أول ملاكم سعودي يشارك في مباريات الملاكمة الاحترافية.

## الحياه الشخصية
ولد عام 2000 من أم مصرية وأب سعودي، وعاش لأكثر من 18 عاما في القاهرة, وظل يمارس الملاكمة بدايه عام 2010 في نادي الجزيرة بمصر لعدة سنوات، حتى انتقل للدراسة بإحدى الجامعات في الولايات المتحدة.

## إنجازاته
انضم المعيوف لمنافسات الملاكمة المحترفة ويعتبر أول ملاكم سعودي ينضم للمنافسات ولقد حقق بطولات عديده منها فوزة على على نظيره المُلاكم رونالد مارتينيز ضمن «موسم الدرعية»، وحقق فوزاً على خصمه البلغاري جورجي فيلشكوف، ضمن النزالات الافتتاحية على حلبة O2 أرينا بالعاصمة البريطانية لندن، وفوزه بالضربة القاضية على مُنافسه المكسيكي جوزيه ألاتور ضمن نزال البحر الأحمر التاريخي بمدينة جدة.
في 22 أغسطس 2024 حقق المعيوف انتصار تاريخي في نزال موسم الرياض الدولي الذي أقيم في مدينه لوس أنجلوس " كاليفورنيا، بالولايات المتحدة ضد منافسه البولندي ميشال بوليك.

## روابط خارجية
- زياد المعيوف الحساب الرسمي على تويتر.
- زياد المعيوف الحساب الرسمي على انستغرام.